# 프리드리히 아우구스트 2세 폰 올덴부르크 대공
프리드리히 아우구스트 2세(Frederick Augustus II, 1852년 11월 16일 ~ 1931년 2월 24일)는 올덴부르크의 마지막 통치 대공이다. 그는 마리아 안나 폰 안할트데소 왕녀와 프리드리히 카를 폰 프로이센 왕자의 딸인 엘리자베트 안나 폰 프로이센 왕녀와 결혼했다. 그녀가 죽은 후, 그는 엘리자베트 알렉산드린 폰 메클렌부르크슈베린 왕녀와 결혼했다.